# Evi Neliwati
Evi Neliwati (ur. 1976 w Lubuklinggau) – indonezyjska wspinaczka sportowa, specjalizowała się we wspinaczce na czas oraz w prowadzeniu. Wielokrotny medalista mistrzostw Azji, mistrzyni Azji we wspinaczce na czas z 2004.

## Kariera sportowa
Mistrzyni Azji we wspinaczce sportowej w konkurencji na czas w 2004. Wicemistrzyni Azji z roku 2003 oraz z 2005. 
Uczestniczka World Games we Duisburgu, gdzie zajęła siódme miejsce we wspinaczce na czas.
W 2012 na plażowych igrzyskach azjatyckich w Haiyang zdobyła srebrny medal. 

## Osiągnięcia

### Mistrzostwa świata
| Konkurencje  | 2007 | 2011 |
| Wsp. na czas | 17   | 15   |

### Mistrzostwa Azji
| Konkurencje  | 2003 | 2004 | 2005 | 2006 | 2007 |
| Prowadzenie  | 20   | —    | 14   | —    | 22   |
| Wsp. na czas | 2    | 1    | 2    | 4    | 4    |

### Plażowe igrzyska azjatyckie
| Konkurencje  | 2012 |
| Wsp. na czas | 3    |

### World Games
| Konkurencje  | 2005 |
| Wsp. na czas | 7    |